# 橘忠衛
橘 忠衛（たちばな ただえ、男性、1909年 - 1975年3月15日）は、英文学者。
高知県香美郡（現・香美市）に生まれる。高知高等学校を経て、1931年東北帝国大学英文科卒業、外務省嘱託、神戸大学助教授、明治大学教授を歴任。シェイクスピア、ゲーテを研究した。

## 著書
- シェイクスピア研究 ロオマ史劇 桜井書店 1947
- 火炎の車 シェイクスピアとゲーテ 英宝社 1965
- 火崑岡に炎ゆれば 橘忠衛エッセイ集 英宝社 1977

## 翻訳
- 詩のための詩 アンドルウ・セスル・ブラッドリ 岩波文庫 1941
- 英雄と詩人 グンドルフ 桜井書店 1943
- ダンテ ヂョン・アディングトン・シモンヅ 桜井書店 1944
- シェイクスピアの六悲劇 ジョン・ドウヴァ・ウィルスン 岡崎康一、増田秀男共訳 八潮出版社 1969